# Liste der Hospitäler in Liberia
Die Liste der Hospitäler in Liberia bietet eine Übersicht zur medizinischen Infrastruktur in der westafrikanischen Republik Liberia.
Die medizinische Versorgungssituation wurde nach dem Ende des Bürgerkrieges durch HIC-Liberia im Jahr 2005 erstmals erfasst.
Dies vorhandene medizinische Infrastruktur Liberias gliedert sich auf in:
- 5 County Hospitals (Bezirkskrankenhäuser)
- 7 District Hospitals (Kreiskrankenhäuser)
- 27 Health Center (Gesundheitszentren)
- ca. 300 Health Clinics (Landarztpraxen)
- 1 Mobile Clinic (Mobile Arztpraxen von Hilfsorganisationen)
- 1 Referral Hospital

Davon war ein Großteil der in den 1970er Jahren registrierten Arztpraxen und Kliniken im ländlichen Raum zerstört und verlassen. Auch die in der ehemaligen Bergarbeitersiedlung Bong Town vorhandene Außenstelle des Bernhard-Nocht-Institut für Tropenmedizin in Hamburg existiert nicht mehr. Ein ehrgeiziger Plan der Regierung sah die Schaffung von 478 medizinischen Einrichtungen bis zum Jahresende 2011 vor, doch in der Realität stockt der Aufbau des liberianischen Gesundheitswesens wegen chronischer Unterfinanzierung.
Die folgende Tabelle erfasst die Hospitäler, sortiert nach District-Zugehörigkeit. Bei ? ist der aktuelle Status noch unbekannt. Als Datenbasis werden offizielle Veröffentlichungen der liberianischen Regierung und Statements/Berichte von NGOs berücksichtigt. Mit (Lage) kann das betreffende Objekt auch auf Karte/Luftbild lokalisiert werden.
| Region           | Ort                                        | Bezeichnung                          | Kapazität | Gründung           | Bemerkungen | Lage |
| ---------------- | ------------------------------------------ | ------------------------------------ | --------- | ------------------ | --- | ---- |
| Bomi             | Tubmanburg                                 | ?                                    |           |                    | ? |      |
| Bong             | Bong Town                                  | Bong Hospital                        | 120       | 1964 / 2006        | Renoviert | Lage |
| Bong             | Phebe                                      | Phebe Hospital                       |           | 1921               | gegründet von der „American Luther Mission“                                                                        |      |
| Gbarpolu         | Bopulu                                     | ?                                    |           |                    | ? |      |
| Grand Bassa      | Buchanan                                   | Liberian Government Hospital         |           | 1929/1941          | gegründet vom „Foreign Mission Board of National Baptist Convention“                                               |      |
| Grand Cape Mount | Robertsport                                | St. Timothy Hospital                 |           | 1932               | mit ausbildendem Charakter für Schwestern und medizinische Hilfskräfte                                             |      |
| Grand Gedeh      | Zwedru                                     | Martha Tubman Memorial Hospital      | ?         |                    | Erste Teile wiedereröffnet                                                                                         | Lage |
| Grand Kru        | Grand Cess                                 | Rally Time Hospital                  |           |                    | Neubau, 2008 eröffnet                                                                                              | Lage |
| Lofa             | Voinjama                                   | Tellewoyan Memorial Hospital         |           | 1976/2008          | Nach Kriegszerstörung mit internationaler Hilfe 2008 wiedereröffnet                                                | Lage |
| Lofa             | Zorzor                                     | Curran Hospital                      |           |                    | ? |      |
| Margibi          | Kakata                                     | Watara Sackor Hospital               |           |                    | ? |      |
| Margibi          | Duside bei Careysburg                      | Firestone Plantation Duside Hospital | 300       | 2008               | 2008 erweitert/renoviert                                                                                           | Lage |
| Margibi          | Paynesville (jetzt Stadtrand von Monrovia) | Eternal Love Winning Africa Hospital | ?         | 1965 / 1996 / 2004 | In Betrieb, auch HIV und Gesundheitsprojekte                                                                       | Lage |
| Maryland         | Harper                                     | J.J. Dossen Memorial Hospital        | 90        | 1960               | 1958 von deutscher Baufirma errichtet, jetzt stark renovierungsbedürftig; mit separatem Pavillon für TBC Erkrankte | Lage |
| Montserrado      | Monrovia                                   | J.F.K. Hospital                      | 250       |                    | ? | Lage |
| Montserrado      | Monrovia                                   | Redemption Hospital                  |           |                    | ? | Lage |
| Montserrado      | Monrovia                                   | St. Joseph Catholic Hospital         |           |                    | ? | Lage |
| Montserrado      | Monrovia                                   | Seven Days Adventist Hospital        |           |                    | ? | Lage |
| Montserrado      | Monrovia                                   | Island Paediatric Hospital (MSF)     |           |                    | Neuerbaute (Kinder-)Klinik                                                                                         | Lage |
| Montserrado      | Monrovia                                   | E.S. Grant Mental Health Hospital    | 75        | 2006               | Neue Psychiatrische Klinik                                                                                         |      |
| Nimba            | Ganta                                      | Ganta United Methodist Hospital      | 80        | 1927/2004          | Renoviert | Lage |
| Nimba            | Sanniquellie                               | G.W. Harley Memorial Hospital        | ?         | ?                  | Renoviert | Lage |
| River Cess       | Cestos City                                | ?                                    |           |                    | ? |      |
| River Gee        | Fish Town                                  | ?                                    |           |                    | ? |      |
| Sinoe            | Greenville                                 | ?                                    |           |                    | ? |      |